# Гаврило Принцип
Гаврило Принцип (Обљај, код Босанског Грахова, 25. јул 1895 — Терезин, 28. април 1918) био је српски студент и члан Младе Босне који се залагао за окончање аустроугарске владавине у Босни и Херцеговини. С осамнаест година извршио је атентат на аустријског надвојводу Франца Фердинанда и његову супругу Софију у Сарајеву 28. јуна 1914. године. Принцип и саучесници у атентату ухапшени су и представљени као националистичко тајно друштво, које је покренуло Јулску кризу, а која је допринијела избијању Првог свјетског рата.
На суђењу, Принцип је изјавио: „Ја сам југословенски националиста, тежим за уједињењем свих Југословена, под било каквим политичким обликом и за њиховим ослобођењем од Аустрије”. Принцип је осуђен на дванаест година затвора, што је била максимална казна за његову старосну доб, а казну је служио у тврђави Терезин. Преминуо је 28. априла 1918. године од туберкулозе, узроковане лошим затворским условима који су му претходно проузроковали губитак десне руке.

## Биографија
Гаврило Принцип је рођен у засеоку Обљај код Босанског Грахова 25. јула (13. јула) 1895. године. Био је друго од деветеро дјеце, од којих је шестеро умрло у раном дјетињству. Гаврилов отац Перо био је малог раста, оженио се кад му је било 30. година седамнаестогодишњом дјевојком Маријом Марић из Малог Обаља. Мајка Марија жељела му је дати име по свом покојном брату Шпири, али добио је име Гаврило на инсистирање локалног православног свештеника, који је тврдио да ће име по арханђелу Гаврилу помоћи да преживи.
Принципи, који су некада носила презиме Чеко, живјели су вијековима у сјеверозападној Босни и били су православни Срби. Гаврилови родитељи, Петар и Марија (дјевојачко Мићић), били су сиромашни пољопривредници који су живјели од мало земље коју су посједовали. Припадали су класи хришћанских сељака познатих као кметови, које су често тлачили њихови муслимански земљопосједници.
Петар († 1940), који је инсистирао на „строгој коректности”, никада није пио и псовао, а због тога су га сусједи исмијавали. У младости је учествовао у Невесињској пушци (1875—1877), устанку против Османског царства. Након устанка, вратио се као пољопривредник у Граховску долину, гдје обрађивао око 4 хектара земље и био је приморан давати трећину прихода земљопосједнику. Да би допунио своје приходе и нахранио породицу, бавио се превозом поште и путника по планинама између сјеверозападне Босне и Далмације.
Упркос очевом противљењу, Гаврило је почео похађати основну школу 1903. године, са осам година. Превладао је тешку прву годину и постао веома успјешан у својим студијама, због чега га је директор школе наградио збирком српске епске поезије. У тринаестој години, Гаврило се преселио у Сарајево, гдје је његов старији брат Јован намјеравао да га упише у аустроугарску војну школу. Међутим, у тренутку када је Гаврило стигао у Сарајево, Јован се предомислио након што га је пријатељ посавјетовао да брата не прави „крвником сопственог народа”. Умјесто војне, Гаврило је уписао трговачку школу. Јован је школарину плаћао новцем који је зарађивао бавећи се ручним радом, носећи трупце из шума око Сарајева до фабрика у граду. Након три године школовања, Гаврило је пребачен у локалну гимназију. Године 1910. отишао је да ода почаст Богдану Жерајићу, српском револуционару који је покушао да изврши атентат на Маријана Варешанина, аустроугарског гувернера Босне и Херцеговине, прије него што је одузео себи живот. Гаврило се придружио Младој Босни 1911. године, друштву које се залагало за окончање аустроугарске окупације Босне и Херцеговине и уједињење са сусједном Србијом. Будући да су мјесне власти забраниле ученицима оснивање организација и клубова, Гаврило и остали чланови Младе Босне састајали су се у тајности. Током својих састанака разговарали су о књижевности, етици и политици.
Године 1912, Гаврило је избачен из школе због учешћа у демонстрацијама против аустроугарских власти. Ученик који је био свједок инцидента тврдио је да је „Принцип је ишао од разреда до разреда и пријетио металним боксером свима који су се колебали да дођу на нове демонстрације”. Гаврило је напустио Сарајево убрзо након избацивања из школе и кренуо је пјешке на пут до Београда дуг 280 km. Према једном извору, приликом преласка границе и ступања на тло Србије, пао је на кољена и пољубио земљу. У Београду, Гаврило се добровољно придружио српским четничким одредима који су се борили против Османлија, под вођством мајора Војислава Танкосића. Танкосић је био припадника Црне руке, тада најважнијег завјереничког друштва у Србији.
Испрва, Гаврило је одбијен у регрутној канцеларији у Београду због ниског стаса. Огорчен, пронашао је и самог Танкосића, који му је рекао да је премален и слаб. Понижен, вратио се у Босну и Херцеговину и са братом је преноћио у Сарајеву. Наредних неколико мјесеци провео је на линији Сарајево — Београд. У Београду упознаје Живојина Рафајловића, једног од оснивача Српске четничке организације, који га шаље (заједно са петнаест других чланова Младе Босне) у четничком центру за обуку у Врању. Ту упознаје управника Учитељске школе Михајла Стевановића Цупару. Гаврило је живио у Цупариној кући, која се данас налази у Улици Гаврила Принципа у Врању. Принцип је увјежбавао пуцање, кориштење бомбе и ножа, а након што је обука завршена вратио се у Београд.
Док је Гаврило боравио у Сарајеву 1913. године, Аустроугарска је прогласила ванредно стање, примјењивала војни закон, преузела контролу над свим школама и забранила све српске културне организације.

## Атентат на Франца Фердинанда
Гаврило Принцип је 28. јуна 1914. године убио надвојводу Франца Фердинанда и његову супругу, војвоткињу Софију Хотек. Пар је стигао у Сарајево возом нешто прије 10 сати прије подне и возио се у трећем аутомобилу у шесточланој поворци према Градској вијећници. Кров на аутомобилу је био отворен како би маса имала добар поглед на путнике.
Принцип и још петорица завјереника постројили су се дуж руте. Били су распоређени дуж Апелове обале, а сваки је имао задатак да убије Франца када аутомобил стигне до њиховог положаја. Први завјереник који је уочио аутомобил је Мухамед Мехмедбашић. Стајајући испред Аустроугарске банке, Мехмедбашић је изгубио живце и пустио да аутомобил прође не предузимајући ништа. У 10:15, када је поворка прошла поред главне полицијске станице, деветнаестогодишњи Недељко Чабриновић бацио је ручну бомбу на Фердинандов аутомобил. Возач је убрзао када је угледао објекат који лети према њему, а бомба је са десет секунди закашњења експлодирала испод четвртог аутомобила. Двојица званична која су се налазила у возилу била су озбиљно рањена. Након неуспјелог Чабриновићевог покушаја, поворка је наставила, а Принцип и остали завјереници нису успјели дјеловати због велике брзине којом се поворка кретала.
Након што је Франц Фердинанд одржао свој говор у Градској вијећници, одлучио је да посјети жртве Чабриновићевог гранатирања у сарајевској болници. Да би избјегао центар града, генерал Оскар Поћорек одлучио да је Фердинандов аутомобил треба ићи равно кроз Апелску обалу до болнице. Међутим, Поћорек је заборавио рећи возачу, Леополду Лојки, за ову одлуку. На путу до болнице Лојка је погрешно скренуо у споредну улицу у којој је Принцип био позициониран испред локалне посластичарнице. Када је схватио да је погријешио, Лојка је закочио и почео да ићи уназад. Док је то радио, мотор је стао. Принцип је иступио испред, извукао свој пиштољ FN Model 1910 и из непосредне близине испалио два хица у правцу аутомобила, први је погодио Франца у врат, док је други погодио Софију у трбух. Обоје су преминули убрзо након тога.

## Хапшење и суђење
Гаврило се покушао упуцати, али му је пиштољ одузет, прије него што је имао прилику да испали још један хитац. На суђењу је рекао да жали због убиства војвоткиње и да је хтио убити Поћорека, али да је ипак поносан на оно што је учинио. Даље је рекао: „Ја сам југословенски националиста, тежим за уједињењем свих Југословена, под било каквим политичким обликом и за њиховим ослобођењем од Аустрије”. Црна рука била је умјешана у атентат због кога је Аустроугарска издала демарш Србији познат као Јулски ултиматум, а који је био један од узрока избијања Првог свјетског рата.
Гаврило је имао осамнаест година и једанаест месеци у то вријеме и био је сувише млад за смртну казну, јер му је до двадесете године требало још годину и 27 дана што је био минимум старосне границе коју је захтијевао Хабзбуршки закон. Умјесто тога, добио је максималну казну од двадесет година затвора.

## Затвор и смрт
Гаврило је био окован у самици у тврђави Терезин, гдје живио у тешким условима и боловао од туберкулозе. Болест му је толико оштетила кости да му се морала ампутирати десна рука. У јануару 1916. Принцип се безуспјешно покушао објесити пешкиром. Од фебруара до јуна 1916, Принцип се четири пута састао са Мартином Папенхајмом, аустроугарским војним психијатром. Папенхајм је написао да је Гаврило вјеровао да би се Свјетски рат десио, без његових поступака и да се „не осјећа одговорним за катастрофу”.
Гаврило Принцип је преминуо 28. априла 1918. године, три године и десет мјесеци након атентата. У вријеме његове смрти, ослабљен неухрањеношћу и болести, тежио је око 40 килограма. Остао је до последњег даха прибран, чврст, никад се није поколебао у идеју којом је био руковођен.
Страхујући да би његове кости могле постати реликвије за словенске националисте, затворски чувари тајно су Принципово тијело сахранили у неозначен гроб, али чешки војник који је учествовао у сахрани запамтио је локацију и 1920. године Принцип и остали „Видовдански хероји” ексхумирани су и њихови посмртни остаци пребачени су у Сарајево, гдје су заједно сахрањени испод Капеле видовданских хероја на гробљу Светих Архангела, на којој се налази цитат владике Петра II Петровића Његоша: „Благо томе ко довијек живи имао се рашта и родити”.

## Оставштина
Оставштина Гаврила Принципа и даље је спорна. У социјалистичкој Југославији, Гаврило Принцип био је поштован као народни херој и борац за слободу који се борио за ослобођење свих народа Југославија од аустријске владавине. Срби га славе као хероја и величају сјећања на њега, у складу са тим Ненад Самарџија, градоначелник Источног Сарајева, рекао је да атентат није био терористички чин него „покрет младих људи који су жељели да се ослободе колонијалног ропства”. За вријеме Југославије, данас Латинска ћуприја, мјесто атентата, носила је име Принципов мост у знак сјећања.
Међутим, данас многи Хрвати и Бошњаци карактеришу Принципа као убицу.

### Споменици и комеморације
Кућа у којој је Гаврило живио у Сарајеву уништена је током Првог свјетског рата. Након рата обновљена је као музеј у Краљевини Југославији. У Априлском рату 1941. Њемачка је извршила инвазију, окупацију и подјелу Југославије, а Сарајево постало дио Независне Државе Хрватске. Усташе, хрватски фашистички покрет, поново су уништиле кућу. Након успостављања социјалистичке Југославије 1945, Гаврилова кућа поново је постала музеј, а у Сарајеву је постојао још један музеј посвијећен њему. Током распада Југославије деведесетих година 20. вијека, Гаврилова кућа је уништена и поново обновљена 2015. године.
Принципов пиштољ заплијениле су аустроугарске власти и на крају дале, заједно са Фердинандовом крвавом поткошуљом, Антону Пунтигаму, језуитском свештенику који је био Фердинандов близак пријатељ. Пиштољ и поткошуља остале су власништво аустријских језуита све док нису понуђени на дугорочни зајам Музеју војне историје у Бечу 2004. године. Сада су дио сталне поставке.
Много је краткотрајних успомена на Гаврила Принципа. На углу гдје се догодио атентат 1917. је изграђен стуб. Уништен је сљедеће године. Четрдесетих година 20. вијека плочу која је подсјећала на Гаврилов чин уклоњена је током њемачке инвазије, а послије Другог свјетског рата, подигнута је нова плоча на којој је писало „У знак вјечите захвалности Гаврилу Принципу и његовим друговима, борцима против германског освајача, посвећује ову плолу омладина Босне и Херцеговине — Сарајево, 7. мај 1945. године”. Током рата у Босни и Херцеговини, рељефни отисци стопала који су означавали мјесто са којег је Принцип испалио кобне хице су уклоњени.
Како се ближила стогодишњица атентата, на углу гдје је извршен атентат постављена је плоча на којој пише: „Са овог мјеста 28. јуна 1914. године Гаврило Принцип је извршио атентат на аустроугарског престолонасљедника Франца Фердинанда и његову супругу Софију”. Дана 21. априла 2014. у Товаришеву откривено је Гаврилова биста, а на саму стогодишњицу у Источном Сарајеву је постављена статуа.
Годину касније, статуу Гаврила Принципа су у Београду открили предсједник Републике Србије Томислав Николић и предсједник Републике Српске Милорад Додик, као поклон Српске Србији. Николић је током откривања статуе одржао говор, у којем је између осталог и рекао: „Принцип је био херој, симбол ослободилачких идеја, тираноубица, носилац идеје ослобођења од ропства, која је кружила Европом”.
По њему је названа књижевна награда која се додјељује у двије категорије, за најбољи књижевни рад и за историјску студију. Стрип Атентат с оне стране патње за средишњу тему има акције Принципа и Младе Босне и њихову коначну судбину.
Сродник Гаврила Принципа је Зоран Костић Цане (Партибрејкерс).